# Водолей (созвездие)
Водоле́й (лат. Aquarius) — большое зодиакальное созвездие, находящееся между Козерогом и Рыбами. Известный астеризм в Водолее — «Кувшин», маленькая Y-образная группа из пяти звёзд, «оседлавшая» небесный экватор. Центральная из этих звёзд, ζ Водолея, — двойная. Интересны также шаровое скопление M 2 и планетарные туманности «Сатурн» и «Улитка» (NGC 7009 и NGC 7293). В Водолее лежит радиант метеорного потока Дельта-Аквариды, активного в конце июля.

## Наблюдение
Как правило, Солнце находится в созвездии с 16 февраля по 11 марта. Наиболее благоприятные условия видимости в августе—сентябре. Созвездие лучше видно в центральных и южных районах России.

## История
У древних шумеров Водолей был одним из важнейших созвездий, поскольку олицетворял бога подземных вод Эа. Согласно грекам, Водолей изображает сразу несколько мифических персонажей, например, Ганимеда — троянского юношу, ставшего виночерпием на Олимпе; Девкалиона — героя всемирного потопа, Кекропа — древнего царя Аттики. Водолей включён в каталог звёздного неба Клавдия Птолемея «Альмагест».

## Другие интересные объекты
- В созвездии находится красный карлик Глизе 876 с четырьмя обнаруженными экзопланетами.
- В 2008 году астрономы открыли BD−22°5866 — кратную звезду с четырьмя компонентами.